# Torneo de Contrexéville
El Grand Est Open 88 es un torneo profesional de tenis. Pertenece al WTA 125s. Se juega desde el año 2022 sobre pistas de hierba, en Contrexéville, Francia.

## Palmarés

### Individuales
| Año          | Campeón                                        | Finalista                                      | Resultado                                      |
| ------------ | ---------------------------------------------- | ---------------------------------------------- | ---------------------------------------------- |
| 2014         | Irina-Camelia Begu                             | Kaia Kanepi                                    | 6-3, 6-4                                       |
| 2015         | Alexandra Dulgheru                             | Yulia Putintseva                               | 6-3, 1-6, 7-5                                  |
| 2016         | Pauline Parmentier                             | Océane Dodin                                   | 6-1, 6-1                                       |
| 2017         | Johanna Larsson                                | Tatjana Maria                                  | 6-1, 6-4                                       |
| 2018         | Stefanie Vögele                                | Sara Sorribes                                  | 6-4, 6-2                                       |
| 2019         | Katarina Zavatska                              | Ulrikke Eikeri                                 | 6-4, 6-4                                       |
| 2020         | Torneo cancelado debido a la pandemia COVID-19 | Torneo cancelado debido a la pandemia COVID-19 | Torneo cancelado debido a la pandemia COVID-19 |
| 2021         | Anhelina Kalinina                              | Dalma Gálfi                                    | 6-2, 6-2                                       |
| ↓ WTA 125s ↓ |                                                |                                                |                                                |
| 2022         | Sara Errani                                    | Dalma Gálfi                                    | 6-4, 1-6, 7-6(4)                               |
| 2023         | Arantxa Rus                                    | Anastasia Pavlyuchenkova                       | 6-3, 6-3                                       |

### Dobles
| Año          | Campeones                                      | Finalistas                                     | Resultado                                      |
| ------------ | ---------------------------------------------- | ---------------------------------------------- | ---------------------------------------------- |
| 2018         | An-Sophie Mestach Zheng Saisai                 | Prarthana Thombare Eva Wacanno                 | 3-6, 6-2, [10-7]                               |
| 2019         | Georgina García Pérez Oksana Kalashnikova      | Anna Danilina Eva Wacanno                      | 6-3, 6-3                                       |
| 2020         | Torneo cancelado debido a la pandemia COVID-19 | Torneo cancelado debido a la pandemia COVID-19 | Torneo cancelado debido a la pandemia COVID-19 |
| 2021         | Anna Danilina Ulrikke Eikeri                   | Dalma Gálfi Kimberley Zimmermann               | 6-0, 1-6, [10-4]                               |
| ↓ WTA 125s ↓ |                                                |                                                |                                                |
| 2022         | Ulrikke Eikeri Tereza Mihalíková               | Han Xinyun Alexandra Panova                    | 7-6(8), 6-2                                    |
| 2023         | Cristina Bucșa Alena Fomina-Klotz              | Amina Anshba Anastasia Dețiuc                  | 4-6, 6–3, [10–7]                               |